# Expérience de Hafele-Keating

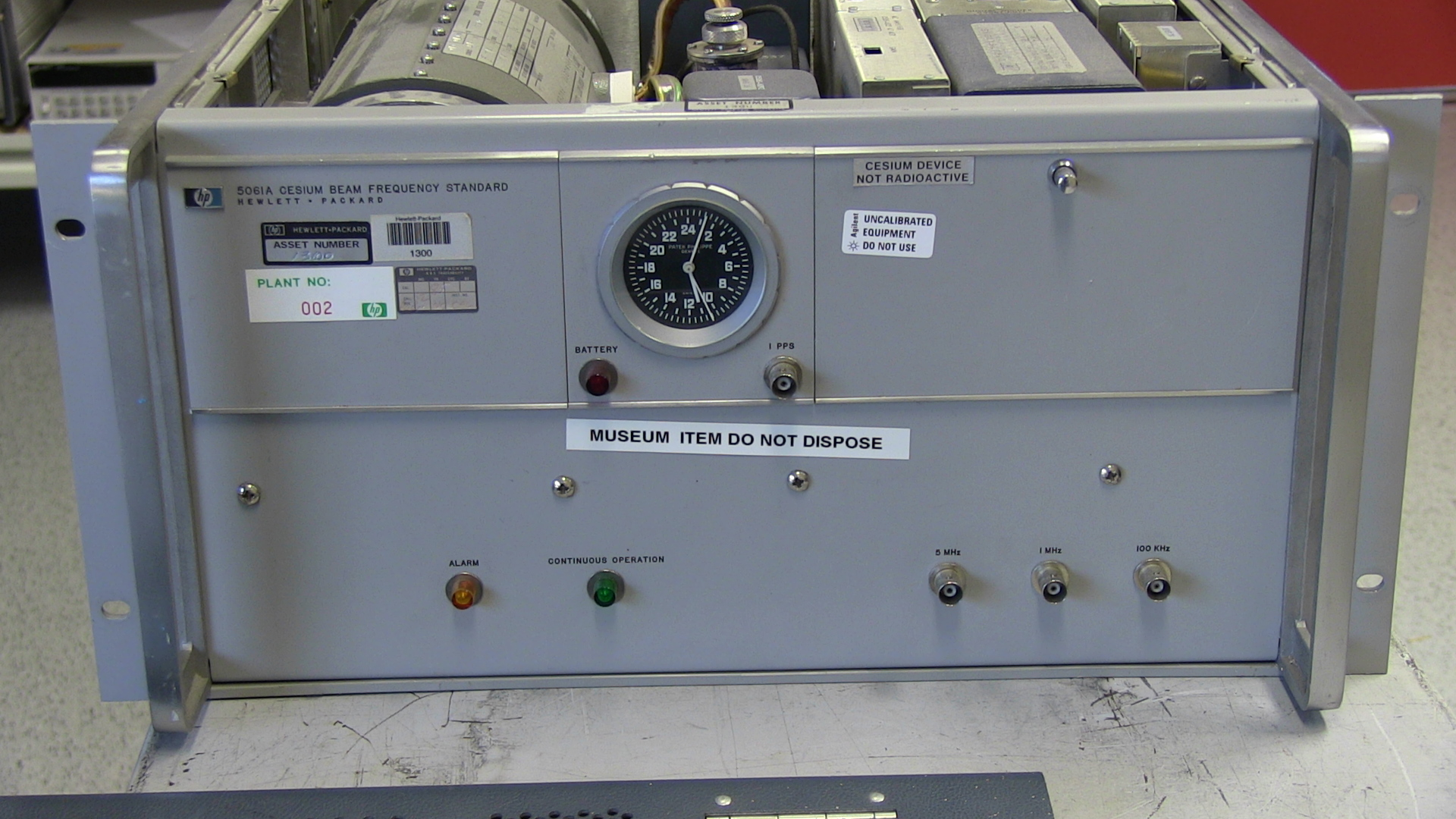
Une des horloges atomiques HP 5061A utilisée dans l'expérience.

L'expérience de Hafele-Keating est un test expérimental de la relativité restreinte réalisé en octobre 1971 par Joseph Hafele et Richard Keating (en). Elle confirme la prédiction du paradoxe des jumeaux de Langevin. Quatre horloges atomiques synchronisées firent deux fois le tour du monde, une fois vers l'est et l'autre vers l'ouest, à bord de vols spéciaux. Comparées à l'arrivée avec une autre horloge atomique resté au sol, dans l'USNO, les horloges présentèrent effectivement le décalage temporel prévu par la théorie.

## Description
Les éponymes de l'expérience de Hafele et Keating sont le physicien Joseph C. Hafele, (1933-2014), de l'université Washington à Saint-Louis et l'astrophysicien Richard E. Keating (en), (1941-2006) de l'Observatoire naval des États-Unis.
Pour un budget de 8 000 €, Hafele et Keating effectuent deux tours du monde avec escales en avion sur des lignes commerciales, emmenant avec eux quatre horloges atomiques. Le premier tour du monde est effectué d'ouest en est du 4 au 7 octobre 1971 en douze escales ; le second est effectué en sens inverse du 13 au 17 octobre 1971 en treize escales. Le temps total des deux vols, escales non comprises, est de 90 heures de vol. À la fin de chacun des deux tours du monde, le temps indiqué par les horloges embarquées est comparé à celui d'une horloge atomique restée à l'Observatoire naval des États-Unis.
En tenant compte des différents plans de vol, les décalages prédits par la théorie étaient de :
- un retard de 40 ± 23 ns pour les horloges voyageant vers l'Est ;
- une avance de 275 ± 21 ns pour les horloges voyageant vers l'Ouest.

Ces décalages sont dus à trois effets relativistes : un effet gravitationnel et l'effet Sagnac et un autre effet cinématique d'importance moindre.

## Résultats
Les résultats obtenus par les quatre horloges dans les deux cas sont en accord avec les prévisions théoriques :
- un retard de 59 ± 10 ns pour les horloges voyageant vers l'Est ;
- une avance de 273 ± 7 ns pour les horloges voyageant vers l'Ouest.

## Réplications
L'expérience a été répliquée avec succès en 1975, 1996 et 2010.

## Importance
Cette expérience ne fait pas partie des validations les plus connues de la relativité générale mais peut néanmoins être qualifiée de cruciale car elle constitue une observation directe du phénomène de désynchronisation relativiste des horloges, dont l'existence était encore contestée en 1971.
Les systèmes de positionnement par satellites tels que GPS, GLONASS, Beidou ou Galileo, qui reposent sur l'utilisation d'horloges atomiques placées dans des satellites en orbite autour de la Terre, doivent pour être précis corriger le phénomène de désynchronisation des horloges mis en évidence par l'expérience de Hafele-Keating.

#### Publications originales
- [Hafele 1972] (en) Joseph C. Hafele, « Relativistic time for terrestrial circumnavigations », American Journal of Physics, vol. 40, no 1,‎ janv. 1972, p. 81-85 (OCLC 4660512442, DOI 10.1119/1.1986450, Bibcode 1972AmJPh..40...81H, résumé, lire en ligne [PDF]).
- [Hafele et Keating 1972a] (en) Joseph C. Hafele et Richard E. Keating, « Around-the-world atomic clocks : predicted relativistic time gains », Science, vol. 177, no 4044,‎ 14 juill. 1972, p. 166-168 (OCLC 5551455269, PMID 17779917, DOI 10.1126/science.177.4044.166, JSTOR 1734833, Bibcode 1972Sci...177..166H, résumé, lire en ligne [PDF]).
- [Hafele et Keating 1972b] (en) Joseph C. Hafele et Richard E. Keating, « Around-the-world atomic clocks : observed relativistic time gains », Science, vol. 177, no 4044,‎ 14 juill. 1972, p. 168-170 (OCLC 4633010258, PMID 17779918, DOI 10.1126/science.177.4044.168, JSTOR 1734834, Bibcode 1972Sci...177..168H, résumé, lire en ligne [PDF]).

#### Études
- [Gourgoulhon 2010] Éric Gourgoulhon (préf. de Thibault Damour), Relativité restreinte : des particules à l'astrophysique, Les Ulis et Paris, EDP Sciences et CNRS, coll. « Savoirs actuels / physique », mai 2010, 1re éd., 1 vol., XXVI-776, fig., 15,5 × 23 cm (ISBN 978-2-7598-0067-4, EAN 9782759800674, OCLC 690639994, BNF 41411713, SUDOC 14466514X, présentation en ligne, lire en ligne) :
  - chap. 2, sect. 2.5, § 2.5.5, s.v. expérience de Hafele et Keating, p. 55-56 ;
  - chap. 13, sect. 13.3, § 13.3.5, s.v. expérience de Hafele et Keating, p. 448-449.
- [Spagnou 2018] Pierre Spagnou, « L'expérience cruciale de Hafele et Keating », Bibnum,‎ mars 2018, p. 27 p. (présentation en ligne, lire en ligne [PDF]).
- [Trilles et Spagnou 2020] Sébastien Trilles et Pierre Spagnou, Le temps dans la géolocalisation par satellites, Les Ulis et Paris, EDP Sciences et CNRS, coll. « Savoirs actuels / physique », oct. 2020, 1re éd., 1 vol., XIV-419, ill. et fig., 15,5 × 23 cm, br. (ISBN 978-2-7598-2434-2 et 978-2-271-13542-1, EAN 9782759824342, OCLC 1202412260, BNF 46587400, SUDOC 249923122, présentation en ligne, lire en ligne), chap. 18, sect. 18.1 (« L'expérience de Hafele et Keating »), p. 265-272.

#### Dictionnaires et encyclopédies
- [Taillet, Villain et Febvre 2018] Richard Taillet, Loïc Villain et Pascal Febvre, Dictionnaire de physique, Louvain-la-Neuve, De Boeck Supérieur, hors coll. / sciences, janv. 2018, 4e éd. (1re éd. mai 2008), 1 vol., X-956, ill., fig., tabl. et index, 17 × 24 cm, br. (ISBN 978-2-8073-0744-5, EAN 9782807307445, OCLC 1022951339, BNF 45646901, SUDOC 224228161, présentation en ligne, lire en ligne), s.v. Hafele-Keating (expérience de), p. 353-354.